# Bae Min-hee
Bae Min-hee (11 de julho de 1988) é uma handebolista sul-coreana. medalhista olímpica.
Bae Min-hee fez parte da geração medalha de bronze em Pequim 2008. 